# Ахтямова, Фирдаус Каюмовна
Фирдаус Каюмовна Ахтямова (тат. Фирдәвес Каюм кызы Әхтәмова) (21 июля 1939 года, Курманково, Лаишевский район, ТАССР, СССР — 22 февраля 2012 года, Казань) — татарская  актриса театра и кино, народная артистка Республики Татарстан.
В 1956 году поступила в Высшее театральное училище имени М. С. Щепкина (Москва). После его окончания в 1961 году была принята в труппу Татарского академического драматического театра им. Г.Камала.
Фильм с её участием в главной роли «Бибинур» (реж. Фетинг) является лауреатом многочисленных международных фестивалей и конкурсов.

## Публикации
1. Газета «Вечерняя Казань»: Про старушку Бибинур узнают в Москве
2. Газета «Республика Татарстан»: Бабушка Бибинур спешит на свидание (недоступная ссылка)
3. Info Islam: Бибинур снова подарила тепло зрителям